# Ndawé
Ndawé est un village de la commune de Djohong situé dans la région de l'Adamaoua et le département du Mbéré au Cameroun, à proximité de la frontière avec la République centrafricaine.

## Population
En 1967, Ndawé comptait 14 habitants, principalement Bororo.
Lors du recensement de 2005, 326 personnes y ont été dénombrées.